# Czudnochowski
Czudnochowski (Czudnochowski-Biegoń, Massow) – polski herb szlachecki z nobilitacji, według Ostrowskiego nadany w zaborze pruskim, według Żernickiego przynależny rodzinie będącą gałęzią Massowów. Herb ten jest faktycznie identyczny z herbem Massow.

## Opis herbu
Opis z wykorzystaniem klasycznych zasad blazonowania:
W polu dwa pasy czerwone. Klejnot: nad hełmem, w koronie dwie trąby na przemian w trzy pasy czerwone i dwa srebrne. Labry czerwone, podbite srebrem.

## Najwcześniejsze wzmianki
Według Ostrowskiego, herb nadany kaszubskiej rodzinie Czudnochowski z nazwiskiem Biegoń w Prusach 7 listopada 1786, nadanie potwierdzone 22 kwietnia 1804. Według Żernickiego, Czudnochowscy, wzmiankowani już w 1700, byli gałęzią starej kaszubskiej rodziny szlacheckiej Massow i używali herbu tej rodziny. Żernicki podaje także, że w 1786 rodzina otrzymała nazwisko Biegoń (oryg. Biegon).

## Herbowni
Prawo do herbu ma tylko jedna rodzina herbownych (herb własny):
Czudnochowski-Biegoń, Czudnochowski.